# Gustave Stoskopf
Gustave Stoskopf, né à Brumath (Bas-Rhin) le 8 juillet 1869 et décédé dans la même ville le 6 décembre 1944, est un artiste-peintre, un dramaturge alsacien – l’une des grandes figures du théâtre en alsacien – et un homme de presse alsacien. Il fit partie du cercle de Saint-Léonard à l’origine de la fondation du Musée alsacien à Strasbourg.
Il est le père de l’architecte Charles-Gustave Stoskopf.

## Biographie

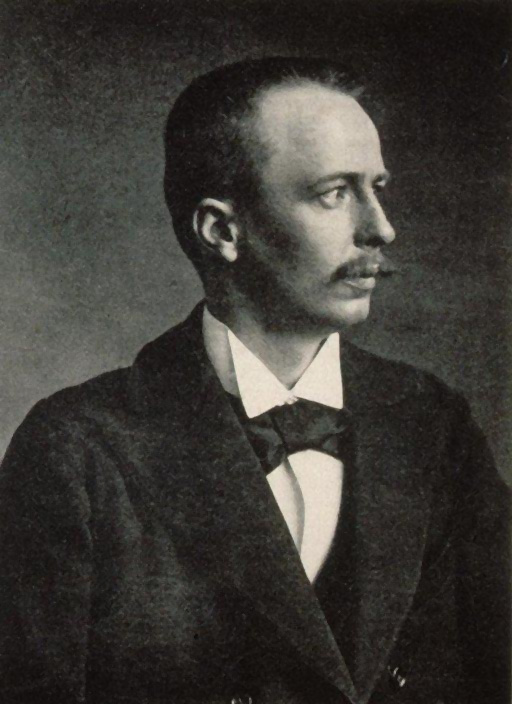
Gustave Stoskopf vers 1896

Né d'un père exploitant de tannerie, Gustave Stoskopf manifeste tôt un talent particulier pour les arts dramatiques et le dessin. Il effectue ses études de 1887 à 1891 à Paris et suit notamment les cours de l'Académie Julian et de l'école des beaux-arts de Paris. Il y reçoit l'enseignement de G. Lefèbre et de Benjamin Constant. Ensuite, il s'installe 2 ans à Munich. 
Revenu à Strasbourg, il prend une part prépondérante à la fondation en 1898 du théâtre alsacien avec Julius Greber, Charles Hauss et Alexandre Hessler. Quelques mois plus tard, Gustave Stoskopf écrit D'r Herr Maire, chef-d’œuvre du théâtre dialectal interprété par Adolphe Horsch, dont la première se tient le 27 novembre 1898. Le succès est immédiat, ce qui vaudra à la pièce d'être traduite et jouée en français au théâtre Déjazet en 1902, adaptée pour le cinéma par Jacques Séverac en 1939 sous le titre Monsieur le maire et pour la télévision. 
En 1909, il préside au lancement de la Strassburger neue Zeitung, le premier journal strasbourgeois à être imprimé durant la nuit et porté à domicile le matin. Avec un tirage de 45 000 exemplaires, il devient rapidement le premier titre de la presse régionale. Gustave Stoskopf en assure la direction tandis que S. Rosenthaler et René Schickelé en sont successivement les premiers rédacteurs en chef, entourés de collaborateurs de premier plan (Otto Flake, Ernst Stadler, Charles Frey, Theodor Heuss, Emma Muller). 
Premier président de l'association des artistes indépendants d'Alsace. 
Il assure tout au long des années 1920 et 30 plusieurs responsabilités locales : président-directeur du théâtre alsacien de Strasbourg et du syndicat des théâtres alsaciens jusqu'en 1940, il est également vice-président jusqu'en 1929, puis président de la Société des artistes indépendants d'Alsace, ou encore président de la Société des écrivains d'Alsace, de Lorraine et du Territoire de Belfort de sa fondation en 1927 à 1944. Il se consacre en outre à Radio-Strasbourg, dès sa création en 1930, où il assure de nombreuses soirées dialectales alsaciennes jusqu'en 1939. 
Gustave Stoskopf entreprend parallèlement une galerie de portraits de paysans alsaciens, qui ont fait sa notoriété et qui sont aujourd'hui visibles dans les collections des musées de la Ville de Paris, de Strasbourg, Colmar, Mulhouse, Fribourg-en-Brisgau, Karlsruhe, Darmstadt. 
Il est nommé chevalier de la Légion d’honneur en 1931.
Réfugié à Saint-Dié en septembre 1939, il revient à Strasbourg en 1940, mais privé de ressources à la suite des différents séquestres décidés par les nazis, il se retire à Brumath où il consacre ses dernières années à la peinture.

## Distinctions
- Chevalier de la Légion d'honneur (1931)

## Œuvres

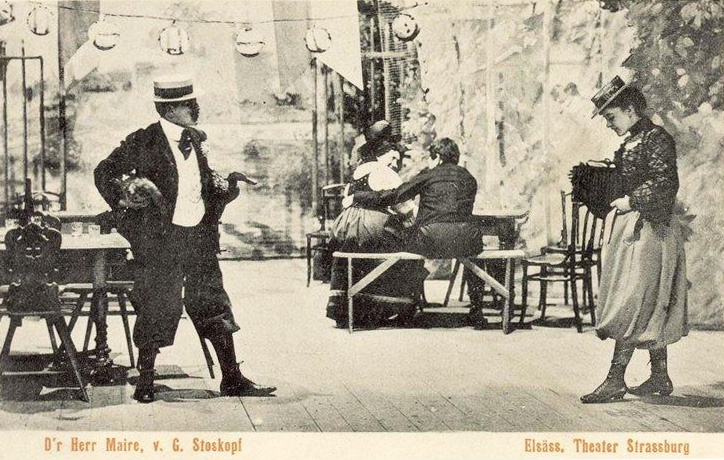
La plus célèbre comédie, D'r Herr Maire

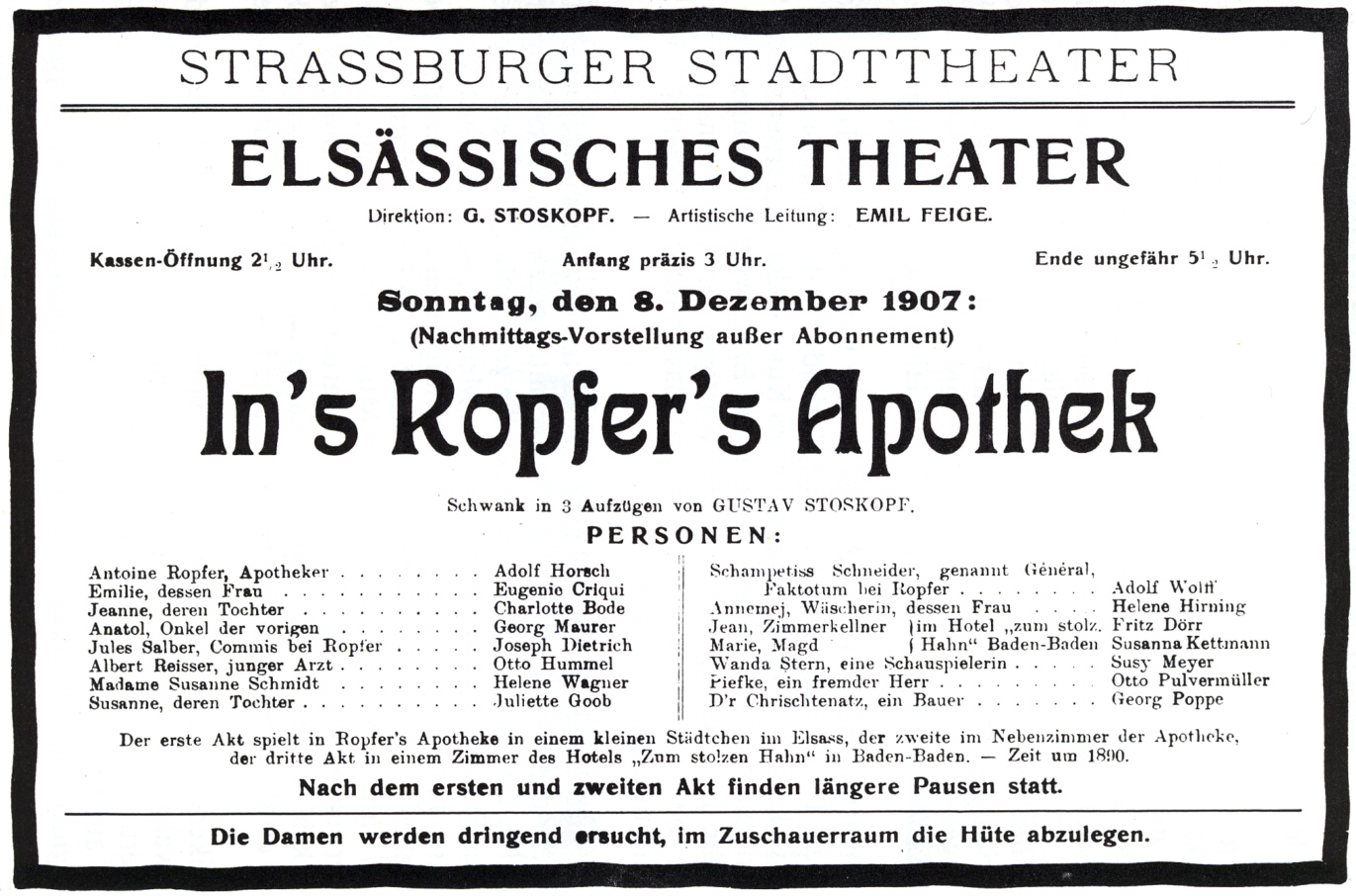
Représentation de In's Ropfer's Apothek au théâtre municipal de Strasbourg (1907)

- Luschtig's üs'm Elsass, recueil de poésies en dialecte, Schlesier & Schweikhardt, 1896 (avec des illustrations de Franz Laskoff).
- G'schpass un Ernscht, recueil de poésies en dialecte, Schlesier & Schweikhardt, 1897.
- D'r Herr Maire, comédie en trois actes, Schlesier & Schweikhardt, 1898.
- D'r Candidat, comédie en trois actes, Schlesier & Schweikhardt, 1899.
- D'Pariser Reis, comédie en trois actes, Schlesier & Schweikhardt, 1900.
- D'Heimet, drame en trois actes, en collaboration avec Julius Greber, Schlesier & Schweikhardt, 1901.
- D'r Prophet, drame en trois actes, Schlesier & Schweikhardt, 1902.
- E Demonstration, comédie en trois actes, Schlesier & Schweikhardt, 1904.
- D'r Verbotene Fahne, comédie en trois actes, Schlesier & Schweikhardt, 1905.
- D'r Hoflieferant, comédie en trois actes, Schlesier & Schweikhardt, 1906.
- In's Ropfer's Apothek, vaudeville en trois actes, Schlesier & Schweikhardt, 1907.
- D'r Luftibüs, vaudeville en trois actes, Ernest Fink, 1919.
- Üs minere Kneckeszitt, recueil de contes, Strassburger neue Zeitung, 1923, traduit par Benjamin Subac-Noctuel en 2009 sous le titre Quand j'étais gosse et autres petites histoires alsaciennes, éd. Arfuyen.

## Galerie

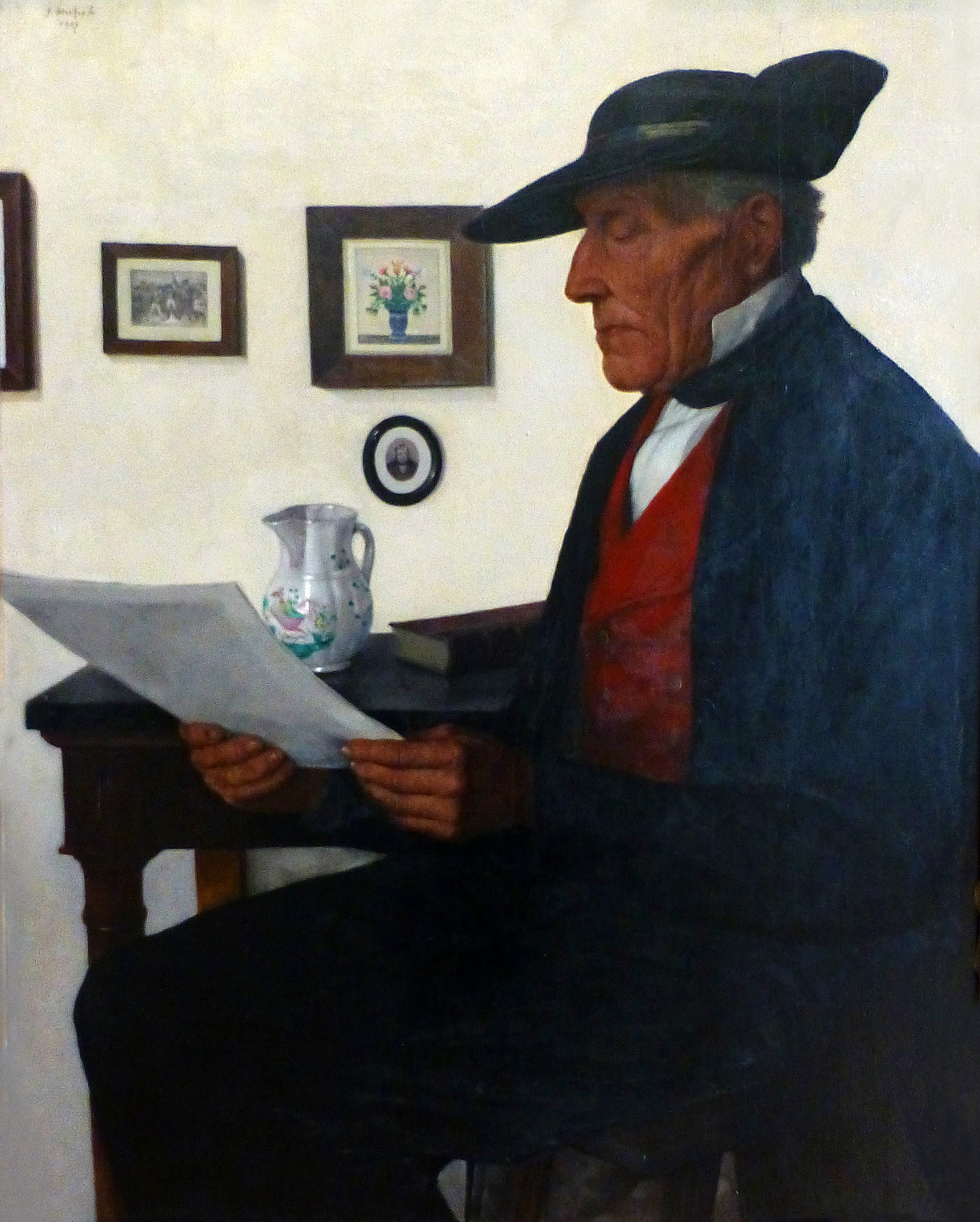
La Lecture (1927)
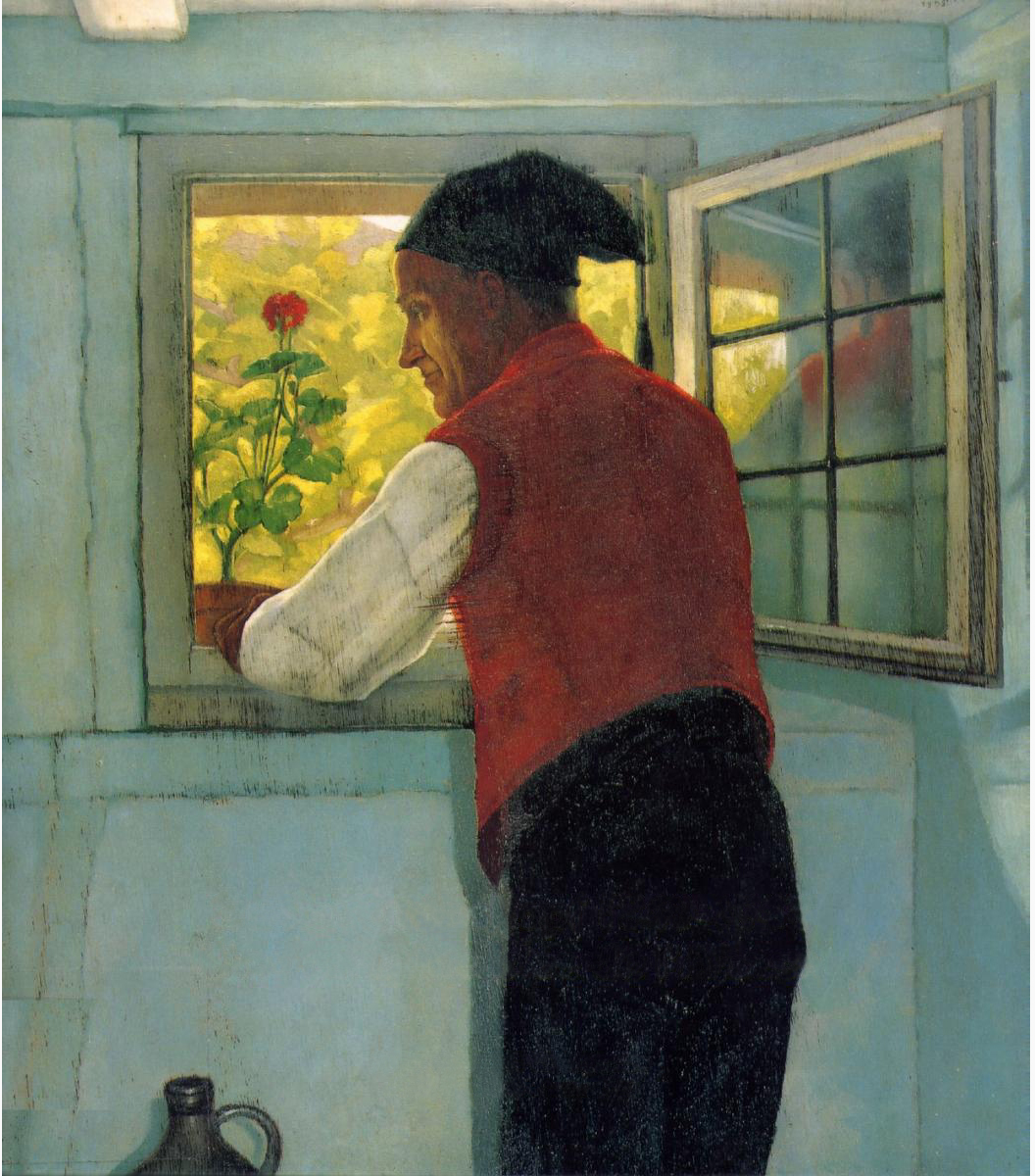
Paysan à la fenêtre (vers 1930)
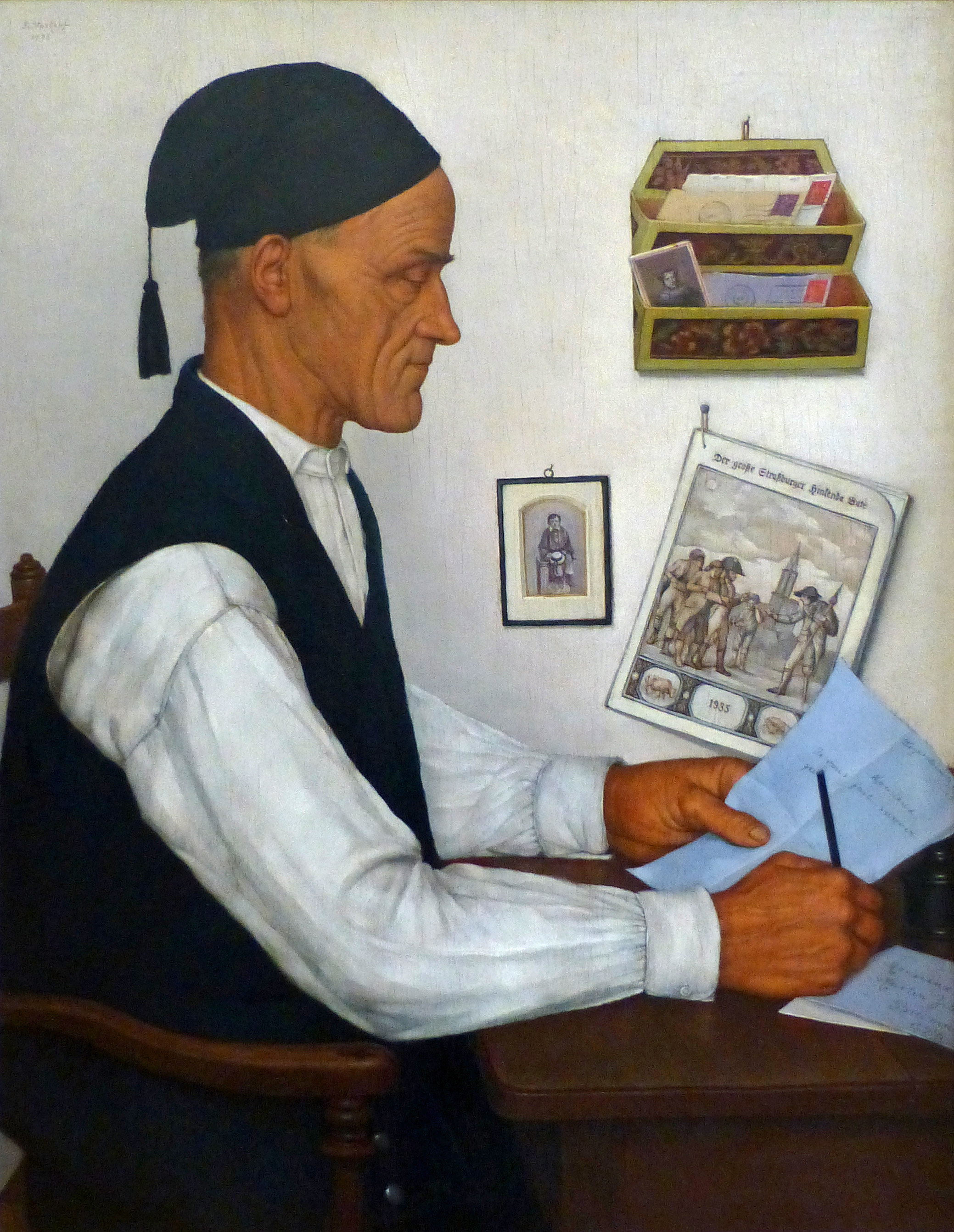
Le Messager boiteux (1935)
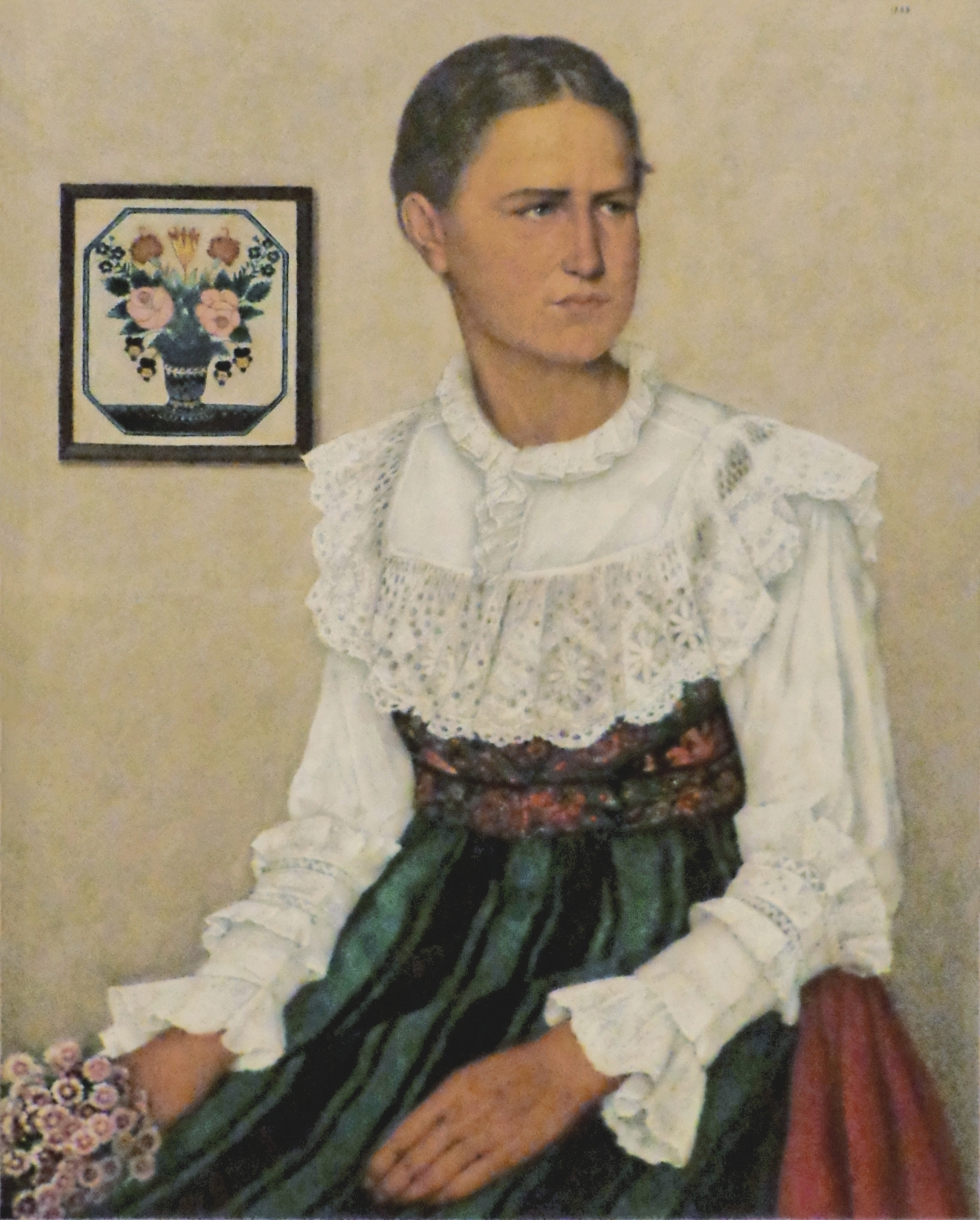
Portrait de jeune fille alsacienne (1938)
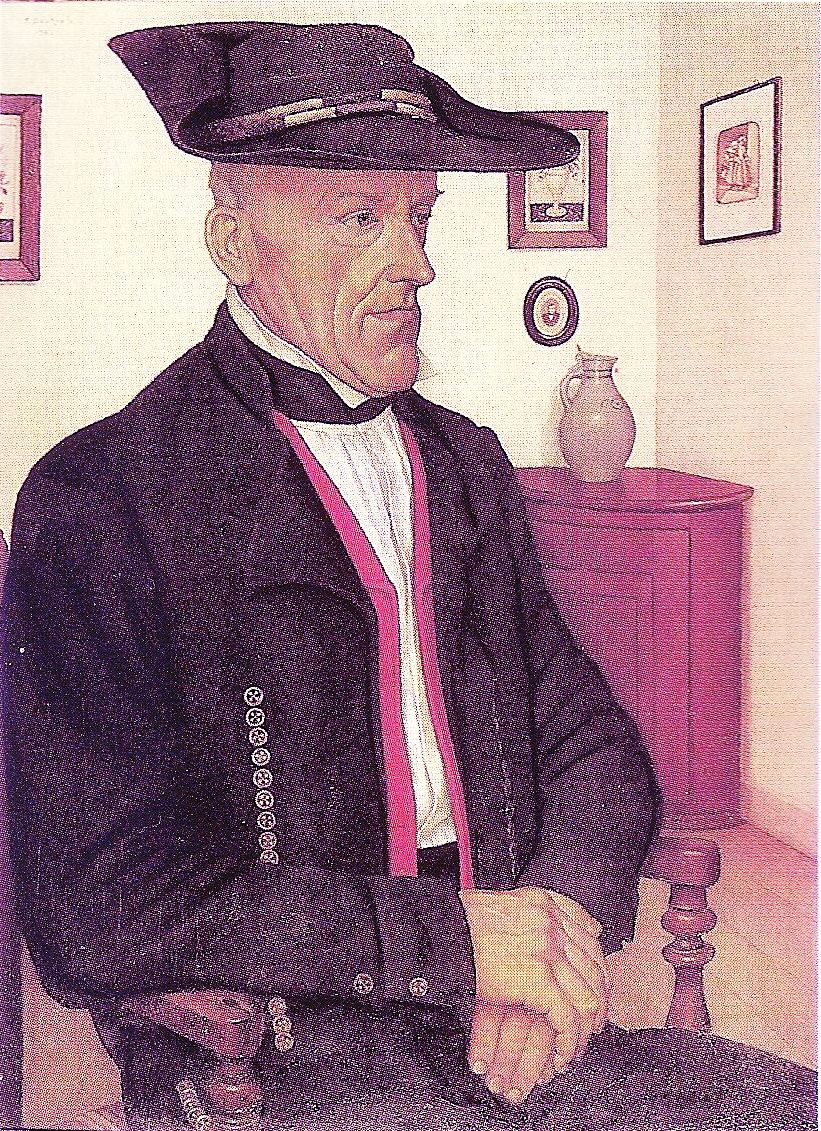
Martin Zilliox (1943)